# Zakaria Tijarti
Zakaria Tijarti né le 23 novembre 1991 à Amsterdam est un kick-boxeur néerlando-marocain.

## Biographie
Zakaria Tijarti naît à Amsterdam dans une famille marocaine originaire de Al Hoceïma. Il grandit à Amsterdam-West. Suivant régulièrement ses grands frères Fikri, Fouad et Mourad dans les sales d'entraînements de kickboxing, il y adopte la passion et s'inscrit au muay thaï à l'âge de dix-huit ans. Il commence le kickboxing dans la salle Fightsense. Il commence le sport de combat professionnel en 2010 dans le muay thaï sous le drapeau du Maroc. Le 11 février 2014, il grimpe sur le toit des Pays-Bas en étant élu champion MON néerlandais des 66kg après une victoire contre le champion européen Jesus di Semedo. .
En janvier 2019, Zakaria Tijarti remporte le prix du champion du monde WMTA Muay Thaï des -66kg grâce à une victoire face à l'espagnol Mikel Sortino à Marrakech.
En juin 2019, il conserve son titre champion du monde dans la catégorie des -67kg au Maroc grâce à une victoire contre le Franco-Algérien Mustapha Youcef à Marrakech,.

## Palmarès
- x2 Champion du monde muay thaï WMTA 66,80 kg[6]
- Champion du World Grand Prix Mohamed 6 -67 kg
- FS Champion européen -67 kg
- MON Champion néerlandais 66 kg

## Vie privée
Zakaria Tijarti s'exprime en néerlandais, en Tamazight et parle couramment l'anglais.

### Documentaires et reportages
- [vidéo] Partisan Films, court-métrage à propos de Zakaria Tijarti[7]